# Volby do zastupitelstev obcí v Československu 1990
Volby do zastupitelstev obcí v Československu 1990 se konaly v Československu 23. a 24. listopadu 1990. Šlo o první komunální volby po sametové revoluci. 

## Popis voleb a dobových souvislostí
Šlo o první komunální volby konané v Československu po sametové revoluci a první po zrušení systému místních národních výborů a městských národních výborů, místo nichž se volila zastupitelstva měst a obcí. Okresní národní výbory a krajské národní výbory coby zastupitelské samosprávné orgány byly zrušeny bez náhrady.

## Výsledky voleb

### Výsledky voleb v České republice
Voleb se zúčastnilo v České republice 5 493 009 voličů (volební účast dosáhla 73,24 %). Celkem se o mandát v zastupitelstvech ucházelo 146 730, zvoleno jich bylo 66 551. Hlasování probíhalo v 5690 obcích. Nejvíce hlasů získalo Občanské fórum, které ale zaznamenalo oproti parlamentním volbám z června 1990 jisté ztráty. Dobře si vedli i komunisté a lidovci, v mnoha obcích uspěli nezávislí kandidáti.
|                        | Občanské fórum                                                     | 27 364 240 | 35,58 | 21 113 | 31,72 |
|                        | Komunistická strana Československa                                 | 13 265 023 | 17,25 | 9 603  | 14,43 |
|                        | Československá strana lidová                                       | 8 845 562  | 11,50 | 8 063  | 12,12 |
|                        | nezávislí kandidáti                                                | 8 185 188  | 10,64 | 18 415 | 27,67 |
|                        | Československá sociální demokracie                                 | 3 811 986  | 4,96  | 1 052  | 1,58  |
|                        | Hnutí za samosprávnou demokracii – Společnost pro Moravu a Slezsko | 3 200 022  | 4,16  | 1 706  | 2,56  |
|                        | Československá strana socialistická                                | 2 725 171  | 3,54  | 1 055  | 1,59  |
|                        | Strana zelených                                                    | 2 477 869  | 3,22  | 898    | 1,35  |
|                        | Československá strana zemědělská                                   | 1 169 723  | 1,52  | 1 669  | 2,51  |
|                        | Křesťanskodemokratická strana                                      | 982 026    | 1,28  | 251    | 0,38  |
|                        | Politické hnutí členů JZD                                          | 716 658    | 0,93  | 1 410  | 2,12  |
|                        | Ostatní hnutí a strany                                             | 4 173 723  | 5,43  | 1 316  | 1,98  |
| Celkem                 | Celkem                                                             | 76 917 191 | 100   | 66 551 | 100   |
| Odevzdaných obálek     | Odevzdaných obálek                                                 | 5 488 589  | 100   | –      | –     |
| Voliči v seznamu/účast | Voliči v seznamu/účast                                             | 7 468 498  | 73,49 | –      | –     |
| Zdroj: Volby.cz        |                                                                    |            |       |        |       |

### Výsledky voleb v Slovenské republice
Voleb se zúčastnilo v Slovenské republice 63,75 % z celkového počtu 3 661 717 zapsaných voličů. Nejnižší účast byla zaznamenána v Bratislavě (44,54 % voličů), v okresním měřítku nejvyšší účast byla v okrese Svidník (78,44 %).
Na Slovensku kandidovalo 56 stran a hnutí. Nejvíce uspělo Kresťanskodemokratické hnutie, relativní propad naopak zaznamenala Verejnosť proti násiliu, na třetím místě skončili slovenští komunisté.
| Subjekt                       | počet mandátů | % mandátů |
| ----------------------------- | ------------- | --------- |
| Kresťanskodemokratické hnutie | 10 564        | 27,4      |
| Verejnosť proti násiliu       | 7844          | 20,4      |
| KSS                           | 5252          | 13,6      |
| nestraničtí kandidáti         | 3236          | 8,4       |
| nezávislí                     | 1702          | 4,4       |
| Együttélés                    | 2416          | 6,3       |
| SNS                           | 1216          | 3,2       |
| Hnutí zemědělců SR            | 1200          | 3,1       |
| MKDH                          | 1161          | 3,0       |
| Demokratická strana           | 851           | 2,3       |